# My Kind of Lady
My Kind Of Lady – singiel brytyjskiej grupy muzycznej Supertramp, z albumu ...Famous Last Words..., wydany w 1983 roku. Jest to miłosna ballada o średnim tempie. Wszystkie wokale w wersji studyjnej (włącznie ze zdublowanymi śpiewami falsetem), zostały nagrane przez Ricka Daviesa. Pomimo wydania na singlu, nie był on wykonywany na żywo.
Piosenka podpisana jest jako wspólna kompozycja Ricka Daviesa i Rogera Hodgsona, lecz tak naprawdę jest to dzieło Daviesa. Hodgson i Davies stanowili duet kompozytorski aż do odejścia tego pierwszego w 1983 roku.

## Teledysk
Na potrzeby teledysku muzycy zespołu ustylizowali się na muzyków doo-woopowych z lat 50. Aby to zrobić musieli zogolić swoje charakterystyczne brody, oraz skrócić włosy. Rick Davies i John Helliwell musieli od nowa zapuścić brody krótko po zakończeniu zdjęć do wideoklipu. Roger Hodgson od czasu nagrania teledysku raz miał, a raz nie miał brody. Dougie Thompson i Bob Siebenberg przestali zapuszczać brody. Ponieważ Hodgson pojawił się po zdjęciach, nie jest on obecny we wszystkich sekwencjach.
Do teledysku zostały nagrane 2 różne zakończenia: pierwsze z czarno-białym obrazem, a drugie z kolorowym obrazem, nagrane z innej perspektywy.

## Spis utworów

### Singiel 7"
Strona A
1. "My Kind Of Lady" – 4:24

Strona B
1. "Know Who You Are" – 4:58

## Wykonawcy
- Roger Hodgson - gitara
- Rick Davies - fortepian, wokal prowadzący i wspierający
- John Helliwell - saksofony, syntezatory
- Dougie Thompson - gitara basowa
- Bob Siebenberg - perkusja